# سیاسی (روزنامه)

این روزنامه از سال ۱۳۲۸ هـ.ق به وسیله محمدحسن سائس مشهور به شهیدزاده، در شیراز به چاپ رسیده است.